# Liste ehemaliger Fluggesellschaften
Diese Aufstellung beinhaltet die Listen ehemaliger Fluggesellschaften, angeordnet nach Kontinent.
- Liste ehemaliger Fluggesellschaften (Afrika)
- Liste ehemaliger Fluggesellschaften (Amerika)
- Liste ehemaliger Fluggesellschaften (Asien)
- Liste ehemaliger Fluggesellschaften (Australien und Ozeanien)
- Liste ehemaliger Fluggesellschaften (Europa)

Zu bestehenden Fluggesellschaften siehe Liste von Fluggesellschaften. 